# Psychotria sogerensis
Psychotria sogerensis är en måreväxtart som beskrevs av Herbert Fuller Wernham. Psychotria sogerensis ingår i släktet Psychotria och familjen måreväxter. Inga underarter finns listade i Catalogue of Life.